# Grimentz
Grimentz est une localité de montagne situé à 1572 mètres d'altitude au cœur des Alpes valaisannes. C'est aussi une station de sports d'hiver. Le village a su préserver son architecture typique du val d'Anniviers.

## Toponymie
Le nom de Grimentz a légèrement varié au cours de l'histoire du village : « Grimiens » en 1052, « Grimesi » en 1243, « Grimenchy » et « Grimenchi » en 1250, « Grimeynchi » en 1305 et « Grimenzi » et « Grimentzy » en 1812. L'ancienne forme allemande est « Grimensi ». Le mot « Grimentz » a certainement été formé en tant qu'adjectif par la combinaison d'un nom propre germanique — Grimo, Grima ou Chrimo — avec le suffixe latin « -incu » ou « -inca ». Le nom de Grimentz signifierait ainsi « [possession de] Grimo ».

## Histoire

### Antiquité et Moyen Âge
Les premières traces d'habitation sur ce territoire remontent au IIIe ou IVe av. JC. Puis les Romains, les Barbares, les Huns et les Burgondes ont successivement occupé cette vallée. L'ancien nom du village est « Grimiens ». Au XIe siècle, ces territoires appartiennent aux seigneurs de Granges puis à l’évêque Aymon de Savoie. En 1243, Grimentz est le premier village du val d'Anniviers à se constituer en commune. Au XIVe siècle, il forme avec le hameau de Saint-Jean l'un des quartiers du val d'Anniviers, les autres étant Vissoie, Saint- Luc (autrefois nommé Luc) et Ayer.
Le centre du village est La Maison Bourgeoise, qui date de 1550. Dans les caves de cet édifice vieillit le vin du Glacier, qui n'était jadis que servi à l'évêque.
La scierie a été construite vers 1819, mais elle est abandonnée à la suite du débordement du torrent du Marais en mai 1999, puis réaménagée pour servir de lieu culturel. Construite en 1996, la Fontaine des Scieurs de long fut aussi détruite par le débordement du torrent le Marais. Elle a été reconstruite par l'Association du Patrimoine du Village de Grimentz. Elle fait partie des trois fontaines du village animées mécaniquement grâce à l'eau du torrent.
La subite crue de 1999 a été un des évènements les plus marquants du village avec la fusion des autres communes. Il a été cause de nombreux dégâts, tel le mélèze de la place de la poste dont il ne subsiste aujourd'hui que les racines transformée en fontaine. Un hôtel-restaurant à proximité s'appelle Le Mélèze.

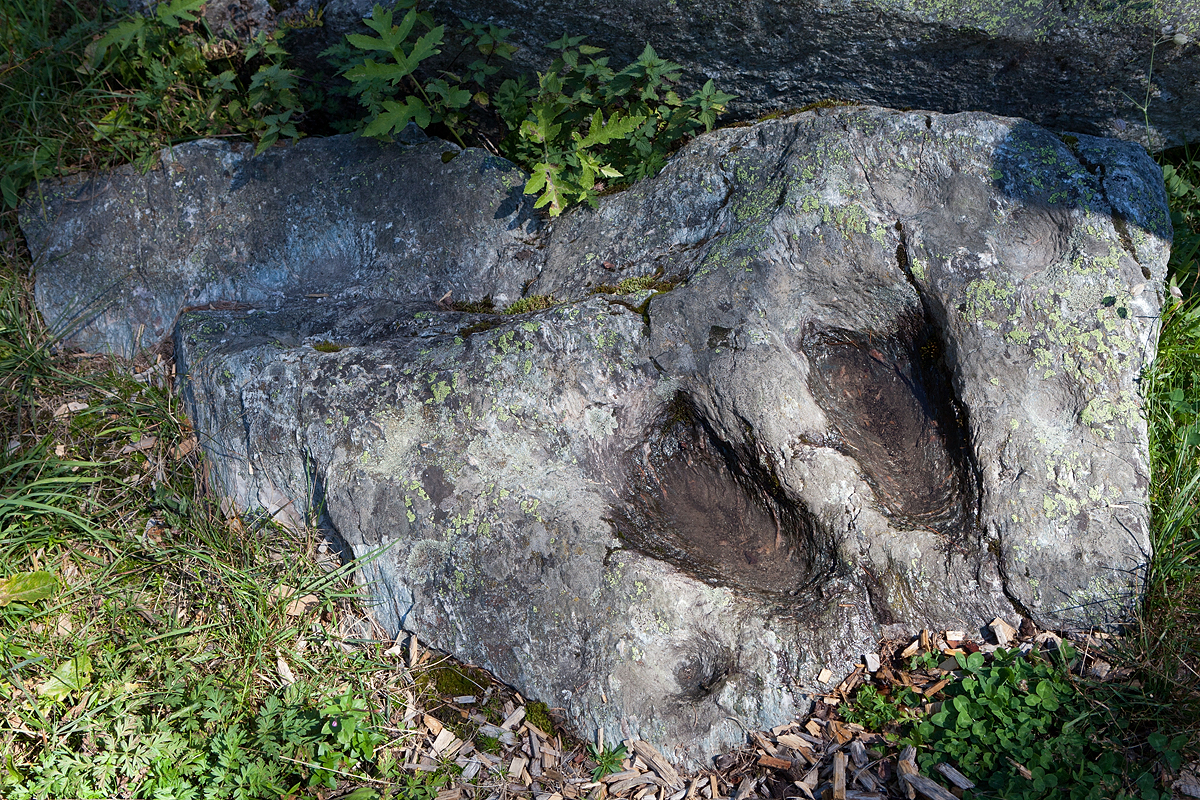
Site archéologique des Pierres à Cupules. Il atteste d'une présence humaine entre 2000 et 500 avant J.-C.[6].
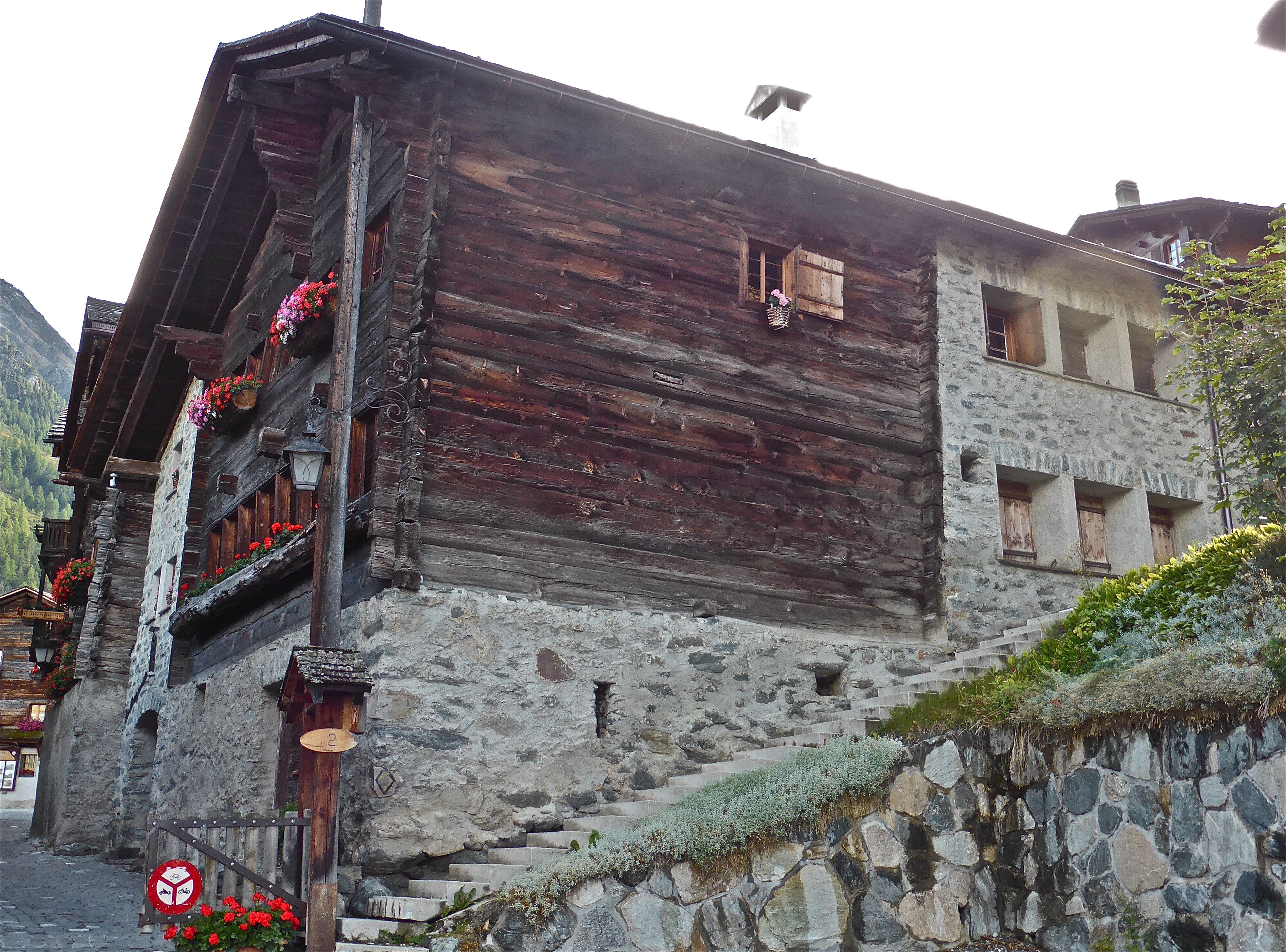
La Maison Bourgeoise de Grimentz.
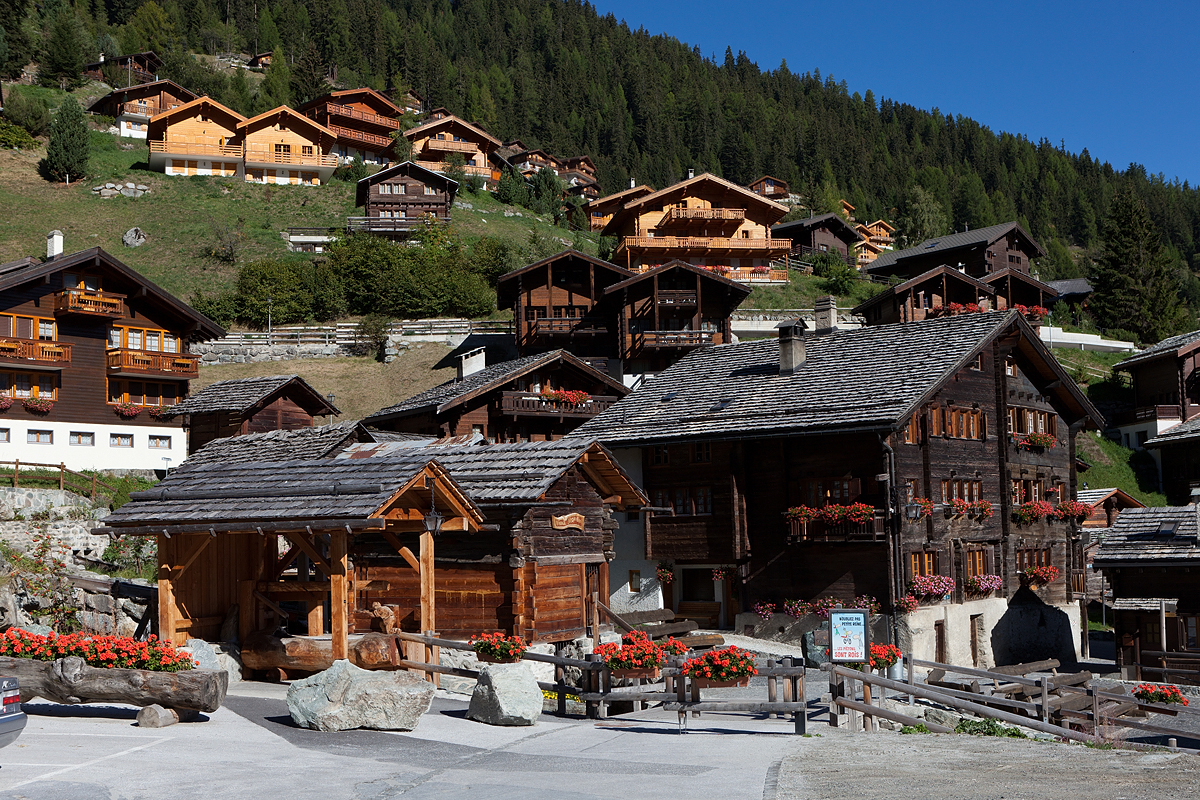
La fontaine des scieurs de long.

### De nos jours
Par 65,8 % des votants, les citoyens de l'ancienne commune de Grimentz ont accepté, le 26 novembre 2006, la fusion avec cinq autres communes du val d'Anniviers pour former la nouvelle commune d'Anniviers. Cette fusion est effective depuis le 1er janvier 2009.

## Population et société

### Surnom
Les habitants de la localité sont surnommés les Arabiens. L'isolement du lieu, le type arabe de certains habitants et les consonnances du patois de la région expliquent ce surnom.

### Évolution de la population
Évolution de la population de Grimentz entre 1850 et 2008,
Le graphique qui aurait dû être présenté ici ne peut pas être affiché car il utilise l'ancienne extension Graph, désactivée pour des questions de sécurité. Des indications pour créer un nouveau graphique avec la nouvelle extension Chart sont disponibles ici.

### Sports

#### VTT

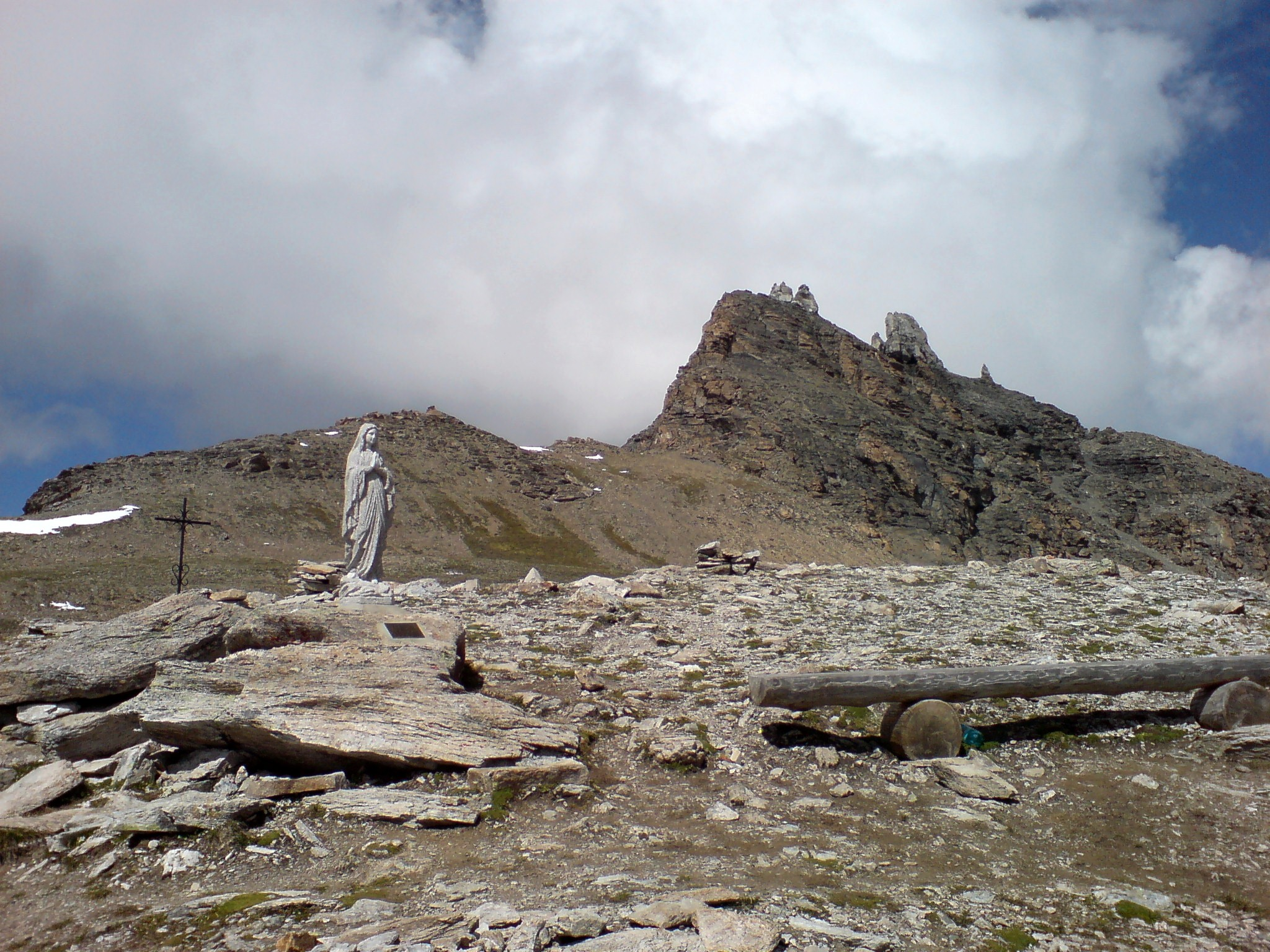
Les becs de Bosson.

Chaque année, le Grand Raid arrive à Grimentz en passant au pied des becs de Bosson, à un peu moins de 3 000 mètres.

#### Tour de Romandie
Grimentz est à l'arrivée de la 1re étape du Tour de Romandie 1972, remportée par Emanuele Bergamo. Grimentz est de nouveau à l'arrivée de la 4e étape du Tour de Romandie 1987 et Beat Breu franchit la ligne en vainqueur. L'ascension de Grimentz fait son retour sur le Tour de Romandie 2022 vers le final de la 4e étape. Le cycliste colombien Einer Rubio franchit cette difficulté en tête ; toutefois, l'arrivée de l'étape est située plus haut, à Zinal.

#### Sports d'hiver

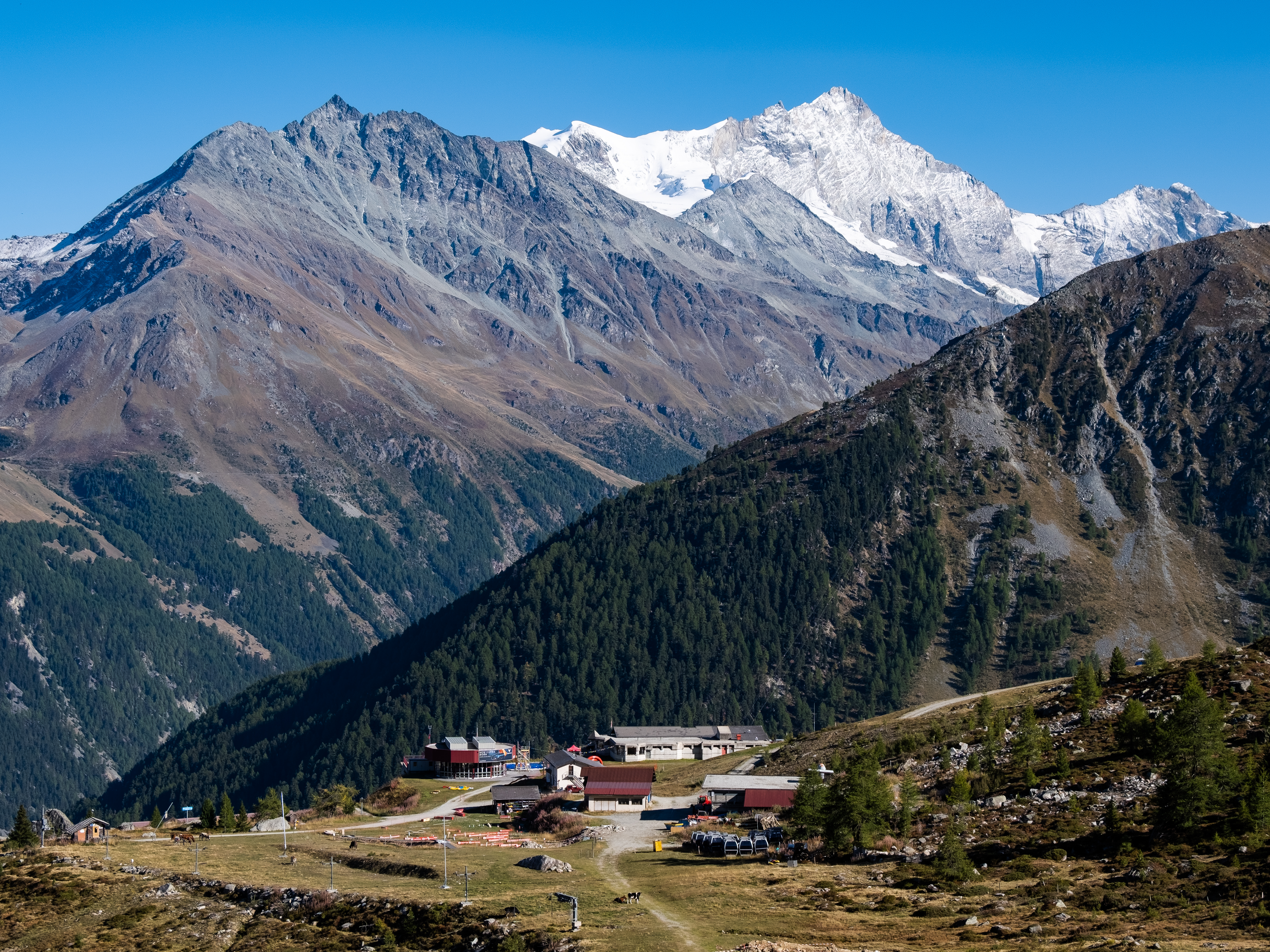
Station de ski de Bendolla.

Avec le village voisin de Zinal, Grimentz compte un domaine skiable doté de 48 pistes, d'un total de 114 km.

## Économie
Jusqu'au début du XXe siècle, le village vit de l'agriculture de montagne, élevage de la race d'Hérens sur les alpages d'Avoin, de Moiry et de Torrent. Puis son économie se tourne vers la production d'électricité avec la construction du barrage de Moiry en 1957 et le tourisme dès la fin des années 1960.

## Culture et patrimoine

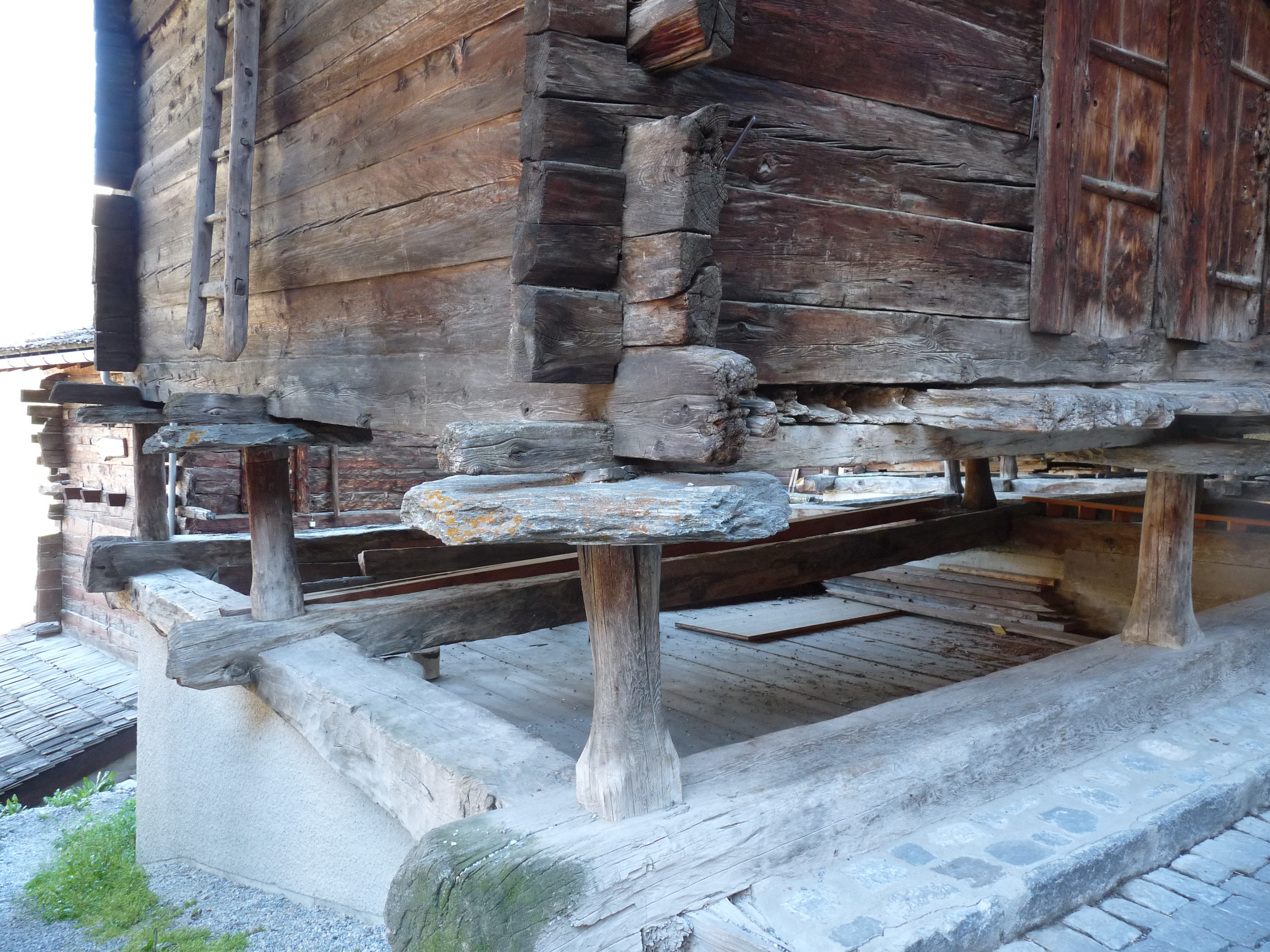
Raccard. Pour la plupart réserves de nourriture, elles permettaient de la protéger contre les rongeurs.

### Traditions et architecture
Le 17 janvier, le village célèbre une tradition ancienne. La légende du Boconett raconte qu'en 1348, des jeunes filles qui gardaient le bétail au-dessus de l'alpage de Saint-Jean échappèrent à la peste qui tua la plupart des habitants du village. Elles promirent alors que chaque année une part de fromage de l’alpage de Torrent serait prélevée pour être distribuée aux enfants.
Grimentz fait partie depuis 2016 de l'association Les plus beaux villages de Suisse. Son architecture typique et ses vieux raccards ont fait de lui un membre de cette association.

### Héraldique
Le blason de Grimentz est attesté sur le fourneau de la salle bourgeoisiale avec la date 1771 et l'inscription « LC DG », signifiant « Louable Commune De Grimentz ». Les quatre étoiles représenteraient les anciens quartiers du val d'Anniviers ; leur émail, qui était resté indéfini, est fixé en 1945. Une variante avec six étoiles et le bouquetin d'Anniviers a également été attestée.
| Blason du village de Grimentz | Les armes de Grimentz se blasonnent ainsi : « D'azur à un demi globe senestre d'argent surmonté de deux pointes de diamant du même, au chef aussi d'argent chargé de quatre étoiles d'azur. » |

## Accès
- A9  Autoroute de Lausanne-Simplon.
- Sortie Sierre-est, direction val d'Anniviers à 20 km par une route de montagne très pittoresque.

### Fonds d'archives
- Fonds : Grimentz, Bourgeoisie (ca. 1266-1953) [1,5 mètre].  Cote : CH AEV, AB Grimentz. Sion : Archives de l'État du Valais (présentation en ligne).